# 兄弟岩
兄弟岩（英語：Brothers Rocks），是南極洲的岩石，位於南喬治亞群島，處於桑德斯島北部以東約2公里，在1930年由英國研究隊繪入地圖和命名，現時由英國海外領土管轄。